# Memmert
Memmert è una delle isole Frisone Orientali sulla costa tedesca del Mare del Nord. L'isola, territorio extracomunale, fa parte del distretto di Aurich nel Bundesland (stato federale) della Bassa Sassonia. Copre un'area di 5,17 km².